# 哈斯拉赫湖

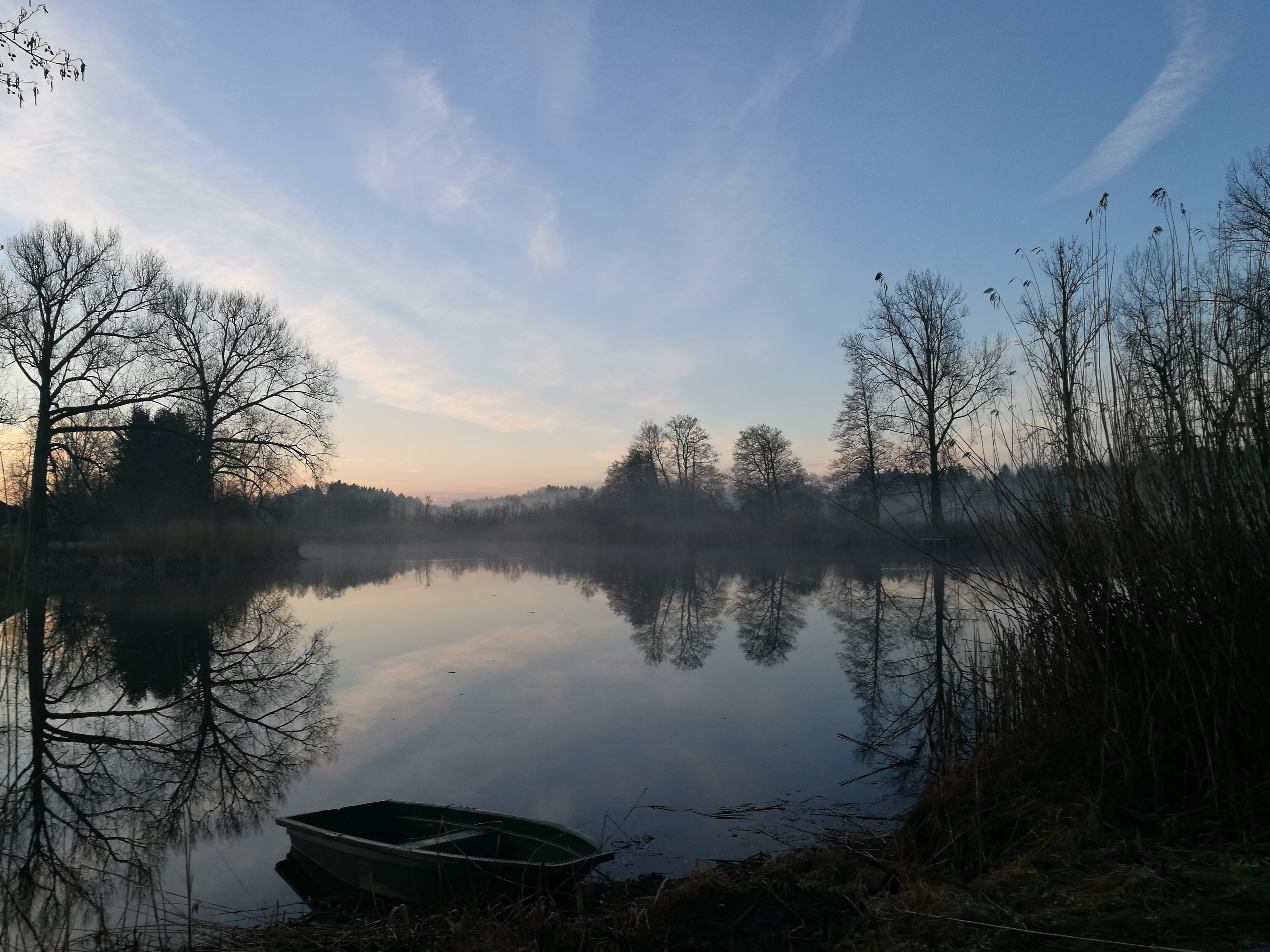

47°57′49.5648″N 9°40′49.116″E / 47.963768000°N 9.68031000°E
哈斯拉赫湖（德語：Haslacher Weiher），是德國巴登-符騰堡州的湖泊，位於該國西南部奥伦多夫，面積0.02平方公里，海拔高度561米，平均水深2.1米，最大水深4米，水體容量4.6萬立方米。